# Calle de Raimundo Lulio
La calle de Raimundo Lulio es una vía pública de la ciudad española de Madrid, situada en el barrio de Trafalgar, distrito de Chamberí.

## Descripción
La vía nace de la plaza de Olavide y discurre hasta llegar a la calle de Santa Engracia. Honra con el título a Raimundo Lulio, filósofo, poeta, teólogo y misionero de los siglos XIII y XIV, natural de Palma de Mallorca. Aparece descrita en Las calles de Madrid (1889) de Hilario Peñasco de la Puente y Carlos Cambronero con las siguientes palabras:

Raimundo Lulio. Desde la plaza de Olavide á la calle de Santa Engracia. Es de apertura moderna. Raimundo Lulio nació en Palma de Mallorca hacia el año 1235. Entregóse en los primeros verdores de su vida á los desórdenes de la juventud, y arrepentido luego tomó el hábito de San Francisco. Formó una clasificación de las ciencias que, explicada con arreglo á un método especial, se hacía fácil su estudio y conocimiento. En 1315 fué muerto á pedradas en Túnez por sus habitantes. Sus principales obras son: Ars generalis, Arbor scientiæ, Ars brevis y Logica nova.
(Peñasco de la Puente y Cambronero, 1889, pp. 419-420)